# Frenelle-la-Petite
Frenelle-la-Petite település Franciaországban, Vosges megyében. Lakosainak száma 47 fő (2022. január 1.). Frenelle-la-Petite Juvaincourt, Oëlleville, Puzieux, Fraisnes-en-Saintois, Blémerey és Frenelle-la-Grande községekkel határos.

## Népesség
A település népességének változása:
| Lakosok száma | 50   | 44   | 47   | 45   | 45   | 46   | 47   | 47   | 47   |
|               | 2013 | 2015 | 2016 | 2017 | 2018 | 2019 | 2020 | 2021 | 2022 |